# Agencia de Noticias Andorrana (ANA)
La Agencia de Noticias Andorrana (ANA) es la agencia de noticias de Andorra. Nació el 1 de diciembre de 2008, con el objetivo de dotar de contenidos e información a los profesionales de la comunicación y gabinetes de prensa, así como a instituciones públicas y empresas privadas:  Los contenidos informativos son de tipo  multimedia.  ANA no es de titularidad pública, sino que la gestiona un grupo independiente.
En el terreno internacional, ANA ha establecido un convenio firme de colaboración con la agencia de noticias portuguesa Lusa y con la Agencia EFE, y mantiene puertas abiertas y colaboraciones puntuales con otras agencias de todo el mundo.
El servicio de noticias e información es de abono y se pueden descargar imágenes de vídeo, cortes de audio, fotografías digitales y texto.Desde diciembre de 2012 la ANA forma parte de la European Alliance of News Agencias (EANA) que integra a las principales agencias de noticias de ámbito europeo y que tiene entre sus objetivos el de asegurar que las agencias puedan llevar a cabo su labor informativa de forma independiente e imparcial.